# Journey Escape
Ne doit pas être confondu avec Escape (album de Journey).
Journey Escape est un jeu vidéo publié en 1982 par Data Age sur Atari 2600. Présenté comme la première rencontre du monde du jeu vidéo avec l'univers du rock'n roll, il met en scène le groupe de musique Journey.
Il s'agit d'un jeu d'action dans lequel le joueur incarne un roadie chargé d'escorter les cinq membres du groupe à travers des hordes de groupies, de promoteurs cupides, d'agents et de paparazzis.
La musique du jeu est une reprise de Don't Stop Believin', single de l'album Escape du groupe.

## Réception
- JoyStik : 3/5[2]

Dans The logical Gamer, Alan Bechtold décrit les graphismes comme « bien définis et réalistes », sans être éblouissants. Mais il regrette un gameplay manquant de substance. Son collègue Mike Wilson est encore plus expéditif, annonçant directement que le titre n'est pas à la hauteur de son prix, la jouabilité est ennuyeuse et probablement inadaptée pour retenir l'intérêt d'une personne de plus de 10 ans.